# 北川站 (庆尚南道)
北川站（：／ Bukcheon yeok */?）是慶全線沿線的一座鐵路車站，位于韓國庆尚南道河東郡北川面，有無窮花號及南道海洋列車停靠。

## 历史
- 1968年2月7日 - 落成使用[1]。

## 圖片

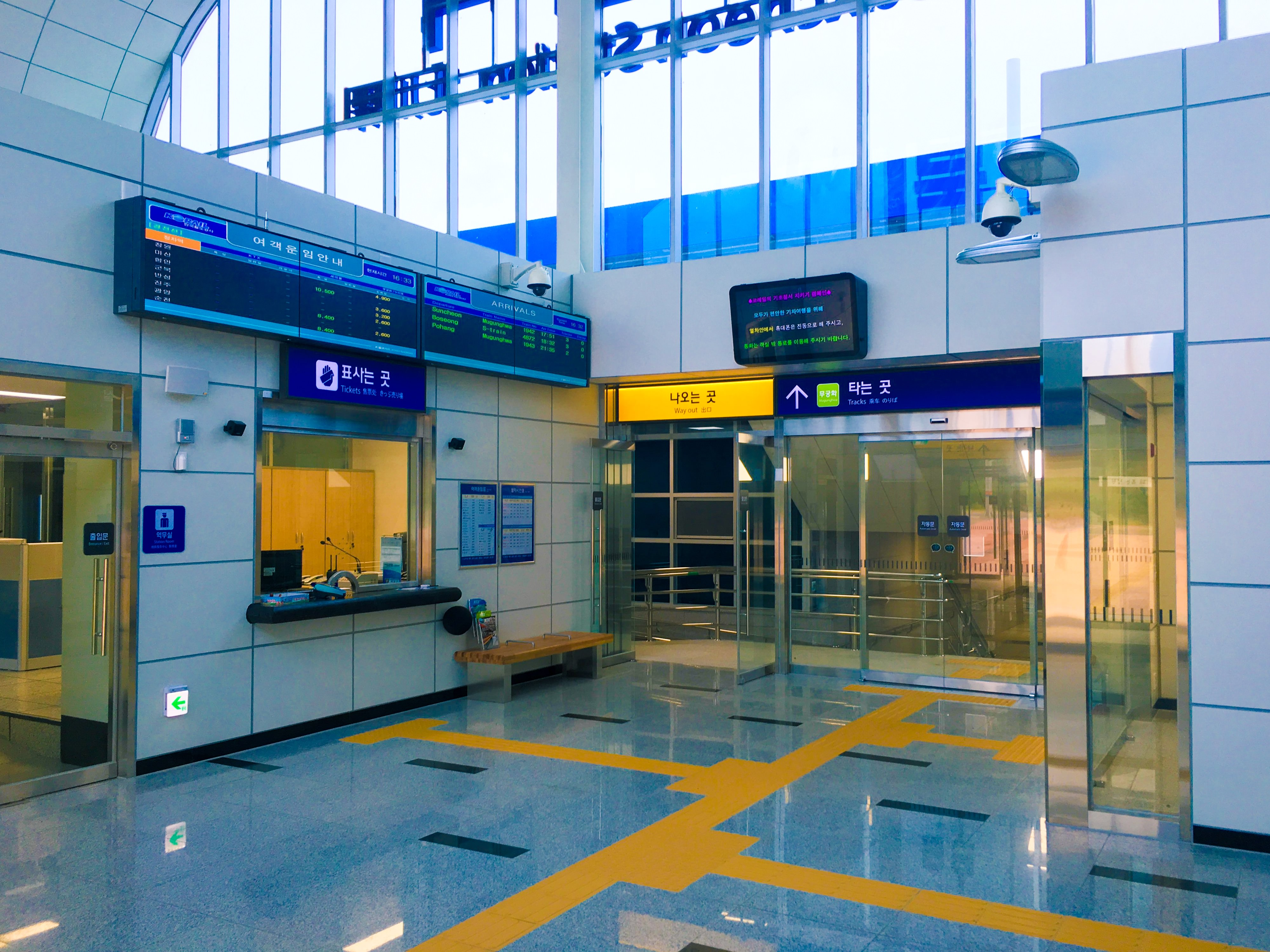
售票窗口
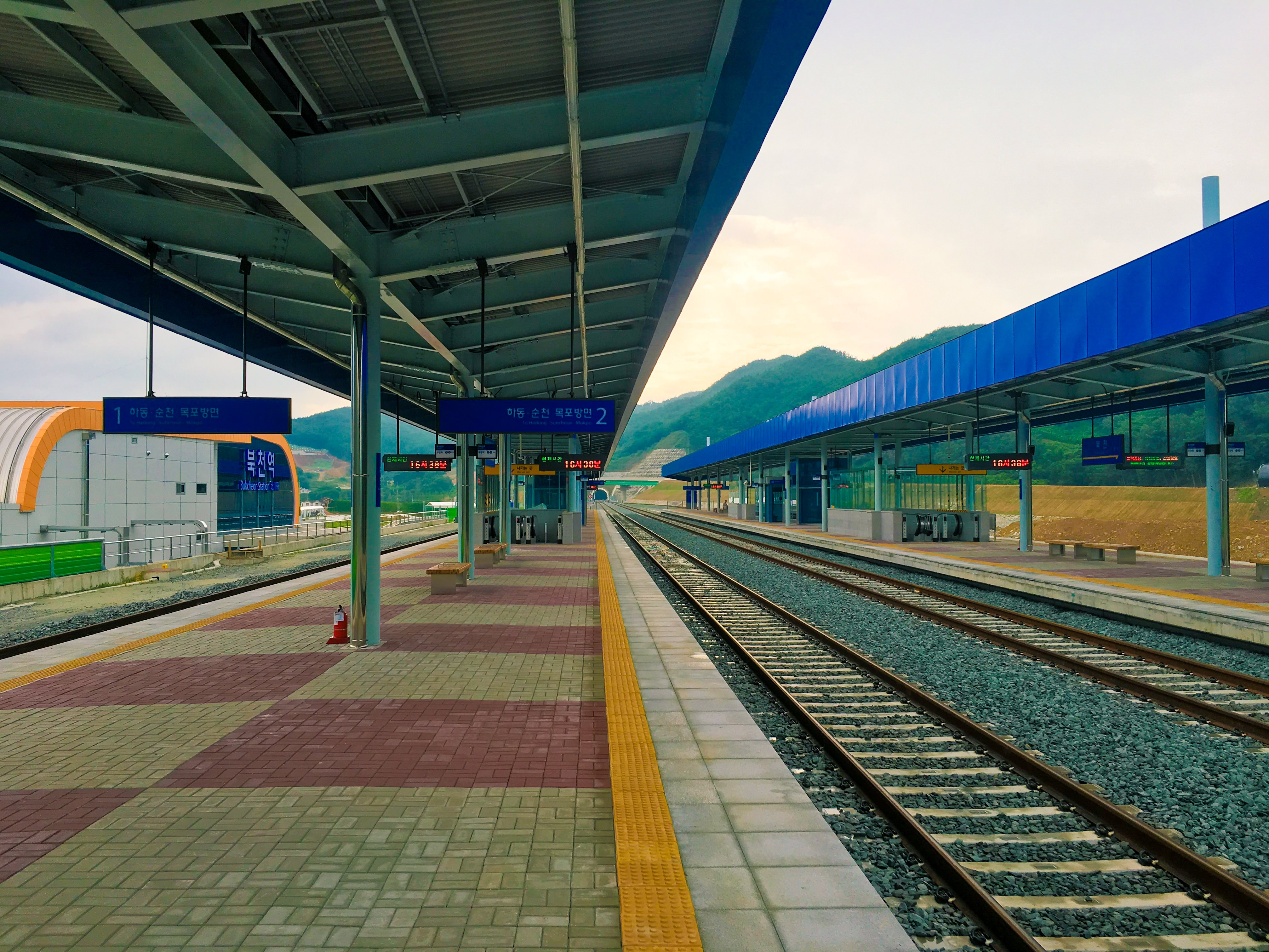
車站月台
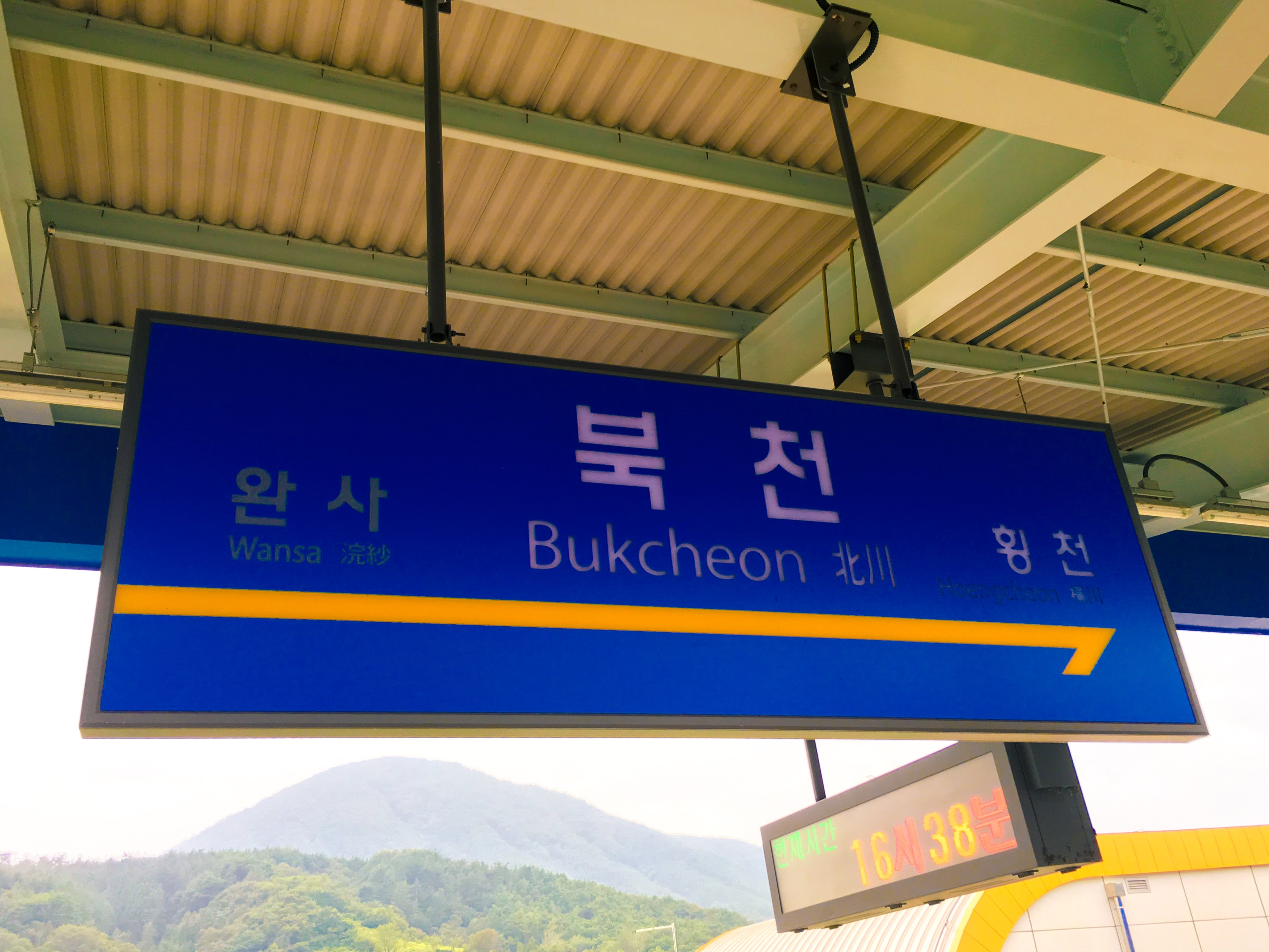
站名牌
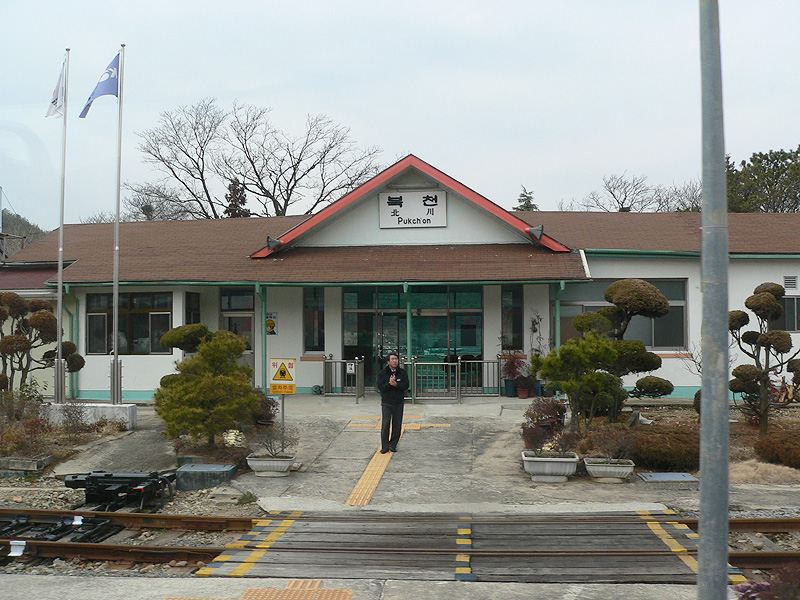
舊站舍

## 相鄰車站
韓國鐵道公社
慶全線
浣紗－北川－橫川